# Model Creightona
Model Creightona (ang. Creighton Model, Creighton Model FertilityCare System, CrMS) — metoda rozpoznawania płodności wykorzystująca objawy oceniane przez kobietę: m.in. śluz szyjkowy, wydzielinę pochwową, intensywność krwawień miesiączkowych, występowanie brudzeń i plamień okołomiesiączkowych oraz śródcyklicznych.
Obserwacje, zwane biomarkerami, zapisuje się na karcie nadając im odpowiednie symbole i kolory, czego uczą instruktorzy CrMS podczas indywidualnych szkoleń.
Od większości metod naturalnego planowania rodziny odróżnia się tym, że nie wymaga badania szyjki macicy ani pomiaru temperatury ciała. Ocena śluzu szyjkowego upodabnia Model Creightona do metody Billingsów i według twórcy systemu Thomasa W. Hilgersa jest wystandaryzowaną wersją tej metody.
Badania nad Modelem Creightona rozpoczęły się w 1976 r.

## Zastosowanie
1. Model Creightona może być stosowany przy planowaniu ciąży lub odłożenia jej w czasie.
2. Lekarz przeszkolony w interpretacji karty CrMS może wstępnie wnioskować o przyczynie zaburzeń zdrowotnych wpływających na płodność kobiety[2] i wykorzystać zapisane na niej informacje w dalszej diagnostyce oraz leczeniu metodami naprotechnologii[3].

## Kontrowersje
- Według twórców metody Billingsów Model Creightona nie jest rozwinięciem ani standaryzacją ich metody i jest ze względu na swoje założenia mniej dokładny.